# Orde van Malta
De Soevereine Militaire Hospitaalorde van Sint-Jan van Jeruzalem, van Rhodos en van Malta (Italiaans: Sovrano Militare Ordine Ospedaliero di San Giovanni di Gerusalemme di Rodi e di Malta; Latijn: Supremus Militaris Ordo Hospitalarius Sancti Ioannis Hierosolymitani Rhodiensis et Melitensis) (ook wel Maltezer Orde of Orde van Malta) was een door de koning van Jeruzalem gestichte ridderorde met een soevereine status. De orde werd tevens door de Rooms-Katholieke Kerk erkend als kloosterorde. Na de opheffing van de onafhankelijke Orde der Tempeliers in 1312 werd de Johannieter-orde een internationale ridderorde ondergeschikt aan de Rooms-Katholieke Kerk. De hospitaalridders vormen een katholieke voortzetting van de oude ridderlijke orde die naast de Tempeliers sinds de kruistochten een bijzondere plaats hebben in de Europese geschiedenis. De Orde van Malta heette aanvankelijk de Orde van Sint-Jan of Johannieterorde, een naam die nog wordt gevoerd door de protestants geworden afdeling.
De Maltezer Orde kent wereldwijd ruim 13.500 katholieke leden, zowel geestelijken als leken, edellieden en niet-adellijken. De activiteiten berusten op de medewerking van 80.000 vrijwilligers uit 120 landen, waaronder 42.000 met een medische scholing. Zij organiseren liefdadigheidswerk in eigen land en noodhulpverlening over de hele wereld. Daarnaast worden met plechtige ceremonies de oude tradities van de orde levend gehouden.

## Geschiedenis

### Stichting en organisatie
De orde vond zijn oorsprong in een hospitaal in de wijk Muristan in Jeruzalem dat gewijd was aan Johannes de Doper. Sindsdien is Johannes de Doper de schutspatroon van de orde en is zijn kerkelijke feestdag, 24 juni, de "nationale" feestdag. Het hospitaal was gebouwd in 1023 voor de vele pelgrims die naar Jeruzalem trokken. Het was door kooplui uit Amalfi financieel mogelijk gemaakt en werd in eerste instantie geleid door benedictijnen. Het hospitaal diende ter verzorging van noodlijdende pelgrims. In 1113 veranderde de koning van Jeruzalem de status van de hospitaalbroeders in een militaire orde. Zij legden wel de geloften van armoede, kuisheid en gehoorzaamheid af en paus Paschalis II bevestigde hen in hun orde en bezit. Zo ontstond de orde van Sint Jan van Jeruzalem.
De doelstellingen van de nieuwe orde waren het beschermen en verplegen van pelgrims. Die bescherming bleek een militaire zaak en Raymond du Puy de Provence, de tweede grootmeester van de orde, nam de reorganisatie daartoe ter hand. Ridders vervulden voortaan die beschermende, militaire taak, kapelaans de zuiver geestelijke en priesterlijke taken en de dienende broeders de verzorgende en huishoudelijke taken. De Orde van Sint Jan werd zo een ridderorde (Ordo militaris Sancti Johannis Baptistae Hospitalis Hierosolymitani) en de ordeleden werden johannieters genoemd.

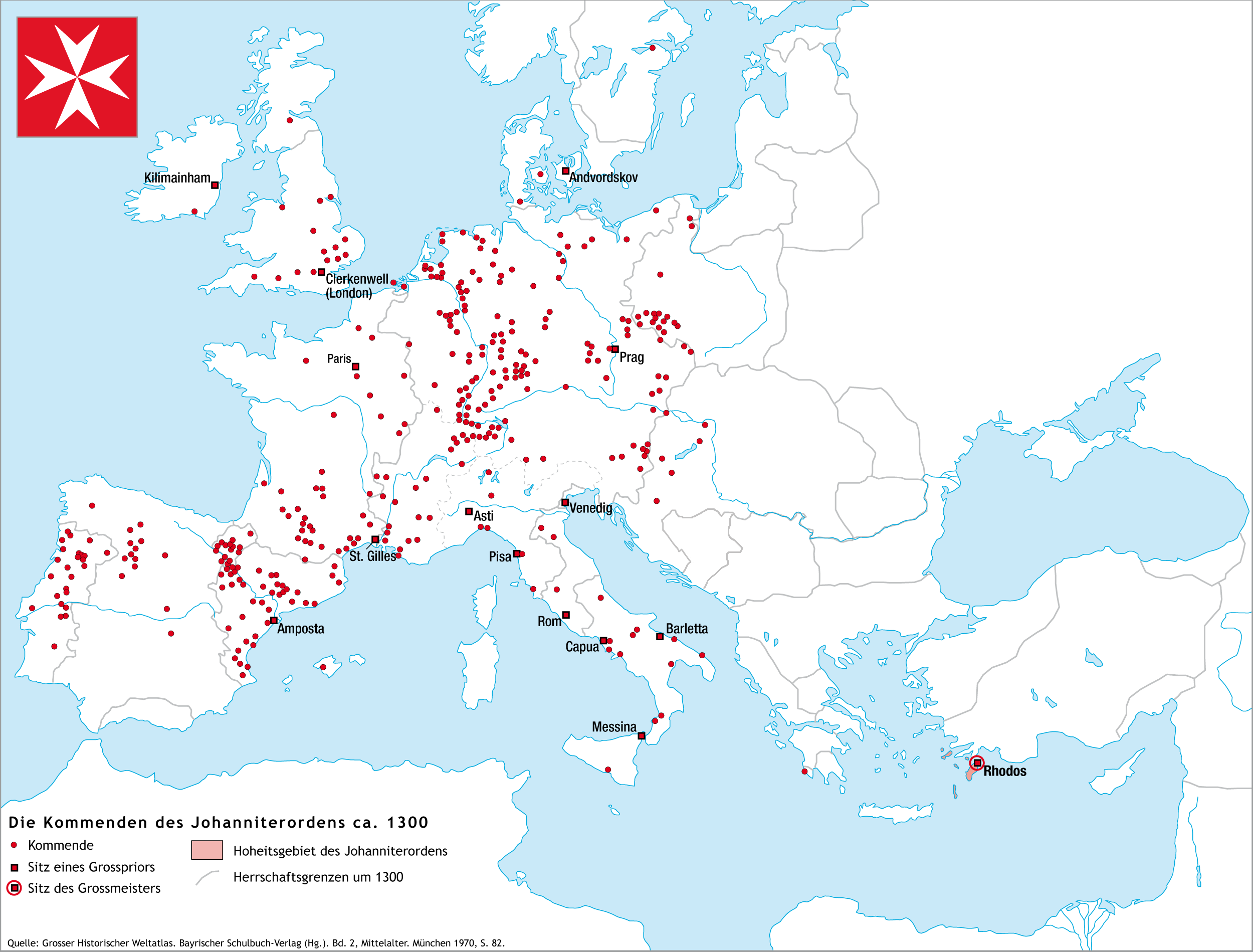
Commanderijen van de Johannieterorde, rond 1300

### Goederenbezit
De kruisvaarders die rond 1100 met Godfried van Bouillon meekwamen, schonken het hospitaal vele goederen als dank voor de opvang van hun zieken en gewonden. Zo beschikte het hospitaal al gauw over goederen in het Heilige Land, Klein-Azië en Europa. Dat goederenbezit werd allengs groter, niet alleen door schenkingen, maar ook doordat de goederen van de Orde der Tempeliers in 1312 deels in het bezit van de Johannieters kwamen.
Al die goederen dienden uiteraard beheerd en uitgebaat te worden. Daartoe was Europa verdeeld in acht delen, 'tongen' of 'langues' genoemd (Latijn: "linguae"). Deze tongen bestonden uit een of meer groot-prioraten, die op hun beurt weer in commanderijen waren verdeeld. Die commanderijen beheerden de goederen van de orde en leverden afdrachten om de grootmeester te Rhodos en de grootpriors te onderhouden. Via deze organisatievorm werden ook gelden opgebracht voor de activiteiten in het Heilig Land.
De ridders waren vooral actief in het graafschap Tripoli. Ze hadden ook een machtig bolwerk, de krak der ridders (Krak des Chevaliers), dat nu nog intact is. In 1271 werd het fort door Sid Yoessef, die de orde had verraden, na een korte maar hevige strijd ingenomen.

### Zetel op Malta
Door de oprukkende Ottomanen en de val van de door de Kruisvaarders gestichte landen zag de orde zich enkele keren genoodzaakt te verhuizen, achtereenvolgens naar Akko in 1191, naar Cyprus in 1291 en naar Rhodos in 1309. In 1522 werden ze na een beleg van 6 maanden door Süleyman I van Rhodos verdreven en zwierven de ridders zeven jaar door Zuid-Italië. In 1530 kende keizer Karel V het eiland Malta aan de Orde toe. Hiervan stamt ook de naam Maltezer Ridders.
De Reformatie zorgde voor grote veranderingen binnen de Orde. In enige landen werden afgescheiden of later opgerichte protestantse afdelingen van de Orde actief. Dit zijn de johannieterorden:
- Johanniterorden i Sverige in Zweden
- Balley Brandenburg des Ritterlichen Ordens St. Johannis vom Spital zu Jerusalem in Pruisen
- Orde van Sint-Jan in Groot-Brittannië en
- Johanniter Orde in Nederland.

De Orde verdedigde Malta tegen verschillende Ottomaanse invasies, waarvan het doorstane Beleg van Malta het belangrijkste wapenfeit was. Malta leverde honderden galeien die bijdroegen tot het afslaan van de Ottomaanse poging om de Middellandse Zee, en daarmee Europa, te veroveren.
Ten tijde van de napoleontische oorlogen gingen de bezittingen van de Orde verloren, mede omdat Napoleon een afkeer van geestelijke ridderorden had. Engeland veroverde Malta in 1800, en sindsdien was de orde enkel formeel, of zoals het heet functioneel nog soeverein.
De groot-prior van de Maltezer Orde in Duitsland bezat een eigen vorstendom, Heitersheim.
Artikel 19 van de Rijnbondakte van 12 juli 1806 voegde het vorstendom bij het groothertogdom Baden. Op 27 januari 1806 had Baden het vorstendom al bezet.

### Zetel in Rome
Na het verlies van Malta werd de zetel van de orde in 1799 verplaatst naar Sint-Petersburg, waar tsaar Paul I van Rusland bereid was om als beschermer en grootmeester van de orde op te treden, ondanks protest vanwege de Heilige Stoel. Zie voor de geschiedenis van zijn grootmeesterschap en de nasleep daarvan het artikel Soevereine Militaire Hospitaalorde van Sint-Jan van Jeruzalem en Malta in Rusland. Uit dankbaarheid voor zijn bescherming heeft de Orde vastgelegd dat zijn nakomelingen, ook als zij geen katholieken zijn, in de orde kunnen worden opgenomen.
Na de dood van tsaar Paul I in 1801 vestigde de Maltezer Orde zich in Catania, vervolgens in 1821 in Ferrara en uiteindelijk in 1834 in Rome, onder de bescherming van de Heilige Stoel. Sindsdien kon de orde zijn positie weer versterken en kreeg geleidelijk ook zijn bezittingen in Italië terug. Vanaf 1805 werd geen grootmeester meer verkozen en werd de orde door luitenant-grootmeesters geleid.
Pas in 1872 werd de orde, na reorganisatie, volledig hersteld in een aantal van zijn vroegere rechten. In 1879 werd Giovanni Battista Ceschi a Santa Croce, die sinds 1872 luitenant was, tot grootmeester verkozen.
In 1911 veroverde Italië het Osmaanse territorium in Libië. De Orde van Malta zette een lazaretschip, de Regina Margherita in om gewonden te verzorgen.
De Eerste Wereldoorlog bracht voor de neutraal gebleven orde grote problemen met zich mee. Hij moest, getrouw aan zijn opdracht, voor de oorlogsslachtoffers zorgen, die zich, net als de leden van de Orde, aan beide zijden van het front bevonden. De orde rustte vier lazarettreinen, een lazaret en zes hulpposten in.
In Nederland regelde een Koninklijk Besluit van 13 maart 1913 dat de Maltezer- en Johanniterorde beiden werden toegelaten bij de vrijwillige hulpverlening van het Rode Kruis. Beide organisaties werden ingebed in de krijgsmacht en ridders van Malta werden met de rang van majoor in de krijgsmacht opgenomen. Op voorhand beloofde de orde 70 zusters voor een ambulance of een veldhospitaal. In september 1918 zorgde de Associatie van Nederlandse Maltezers voor 270 gebouwen met plaats voor 25.987 patiënten, 2916 ziekenbedden, 6000 verpleegsters en hulpverpleegsters en 3000 lekenzusters, dat waren helpsters in opleiding. In de praktijk kon deze op papier indrukwekkende organisatie veel minder realiseren dan op grond van deze cijfers verwacht mocht worden. Bij het bestrijden van de Spaanse griep faalde de orde. De samenwerking met het Nederlandse Rode Kruis verliep zeer stroef.
De financiering van de orde werd een probleem. De Oostenrijkse grootmeester Fra Galeazzo von Thun und Hohenstein was op de hand van de centrale mogendheden. Hij verkocht de eigendommen van de orde die zich in het Oostenrijkse keizerrijk bevonden en investeerde de opbrengst in oorlogsobligaties ten laste van Oostenrijk-Hongarije. Deze waardepapieren bleken na de val van de Oostenrijkse Habsburgers en de ontmanteling van de dubbelmonarchie en het keizerrijk, waardeloos te zijn geworden. De orde bevond zich in financiële moeilijkheden. Aan grootmeester Thun werd beleefd maar met aandrang verzocht zich terug te trekken. Tijdens de laatste twee jaar van zijn leven (1930-1931) werd de orde door een luitenant-grootmeester geleid.
In de Tweede Wereldoorlog organiseerde de orde vier lazarettreinen, 19 veldlazeretten en tal van hulpposten. De nadruk lag op het Duits-Russische front waar 24000 gewonden werden verzorgd en gerepatrieerd.

### Na de Tweede Wereldoorlog

#### De crisis van de jaren 1950
In de loop van 1949 begon kardinaal Nicola Canali (1874-1961) aan een actie die tot doel had de soevereine orde van Malta helemaal ondergeschikt te maken aan de Heilige Stoel, naar het voorbeeld van de Orde van het Heilig Graf. Hij ambieerde zelf grootmeester van de orde te worden, zoals hij het al was van de orde van het Heilig Graf. Twee jaar later overleed grootmeester Ludovico Chigi Albani della Rovere, geveld door een hartaanval, nadat, zoals men vermoedde, hij met excommunicatie was bedreigd. Graaf Antonio Hercolani (1883-1962) volgde hem op als luitenant-grootmeester ad interim. 
Op 24 april 1955, als voorlopig eindpunt van de gevoerde strijd, verkozen de leden van de soevereine raad, nog niet een grootmeester, maar een luitenant-grootmeester, in afwachting dat een volwaardige grootmeester zou worden gekozen. De keuze viel op Ernesto Paterno (1882-1971). Op 21 november 1956 keurde paus Pius XII de nieuwe constituties van de orde goed. Hierin werd onder meer de soevereiniteit van de Orde erkend. Nochtans werd geen akkoord gegeven vanuit het Vaticaan om een grootmeester te verkiezen. Eerst moesten de vernieuwde constituties en de werkingscode verder worden uitgewerkt en worden goedgekeurd door het algemeen kapittel van de orde. Dit gebeurde op 28-30 april 1961. Het jaar daarop volgde de verkiezing van grootmeester Angelo de Mojana (1905-1988).

#### Rol inKazachgateofTrio-affaire
Uit Frans gerechtelijk onderzoek eind november 2016 bleek dat Jean-Pierre Mazery, grootkanselier van de Orde van Malta van 2005 tot 2014, het eerste contact had gelegd tussen de Belgische senator Armand De Decker en een medewerker van president Nicolas Sarkozy. Dit contact werd gelegd in het kader van een Franse poging om de Belgische financiële "afkoopwet", de verruimde minnelijke schikking, sneller door het parlement te doen goedkeuren.

#### Constitutionele hervorming
In december 2016 ontstond een nieuwe crisis binnen de Orde. De grootkanselier, Albrecht Freiherr von Boeselager, heer van Kreuzberg (Ahr) (°1949), werd door de grootmeester afgezet, vanwege "zware motieven". Wat die motieven waren werd niet duidelijk gemaakt. De grootmeester liet weten dat het niet ging om een vroeger probleem, waarbij onder de verantwoordelijkheid van Boeselager condooms waren verstrekt door een hulporganisatie van de Orde van Malta in Myanmar. Wellicht ging het om problemen betreffende een belangrijk financieel legaat, van onbekende of dubieuze oorsprong, ten gunste van de orde, dat in Zwitserland bevroren was.
In 2016-2017 ontstonden er fricties tussen de Orde en de Heilige Stoel. Dit leidde ertoe dat in de jaren die volgden paus Franciscus zich erop toelegde om de Orde en diens relatie met de Heilige Stoel compleet re reorganiseren. Grootmeester Matthew Festing trad begin 2017 in opdracht van de paus af en Franciscus stelde vervolgens kardinaal Giovanni Angelo Becciu als zijn speciaal gezant bij de Orde aan. In 2020 volgde Silvano Maria Tomasi Becciu op "tot de afronding van het proces van actualisering van het Constitutioneel Handvest". In september 2022 kondigde de paus ten slotte het nieuwe Constitutionele Handvest af. Op 3 mei 2023 werd John T. Dunlap, die eerder luitenant-generaal was, verkozen tot de nieuwe grootmeester.

## Status van de Orde

### Volkenrechtelijke status
De Orde van Malta beschikt niet meer over een eigen grondgebied, maar wordt volgens de Orde desondanks door 107 landen erkend als een soeverein orgaan volgens internationaal recht. Binnen de Orde spreekt men van een functionele soevereiniteit.
Dit wordt door de deskundigen op het gebied van het internationaal staatsrecht niet unaniem gedeeld. Sommigen onder hen bestempelen de zogenaamde soevereine status als vergelijkbaar met die van een willekeurige caritatieve instelling. Ian Brownlie zegt hierover: "Even in the sphere of recognition and bilateral relations, the legal capacities of institutions like the Sovereign Order of Jerusalem and Malta must be limited simply because they lack the territorial and demographic characteristics of states. In the law of war the status of the Order mentioned is merely that of a 'relief society' within the meaning of the Prisoner of War Convention, 1949, article 125." Helmut Steinberger is een vergelijkbare mening toegedaan: "With the historical exception of the Holy See, which maintains diplomatic relations with more than 100 States, in contemporary international law only States as distinguished from international organizations or other subjects of international law are accorded sovereignty." De nieuwere orde heeft in ieder geval geen staatsrechtelijk soevereine status. Frankrijk erkent ook de soevereine status van de SMOM niet (verklaring van een woordvoerder van het Franse ministerie van Buitenlandse Zaken van 7 februari 1997).
De Orde meent dat zijn status vergelijkbaar is met die van de Heilige Stoel, die, met een zeer beperkt territorium, soevereiniteit bezit. De Maltezer Orde onderhoudt diplomatieke betrekkingen met 108 landen, maar is geen volledig lid van de Verenigde Naties of de Europese Unie. Wel is de Maltezer Orde sinds 1994 een van de 15 waarnemers of "observer members" van de Verenigde Naties, net zoals de Heilige Stoel, de PLO en het Rode Kruis.

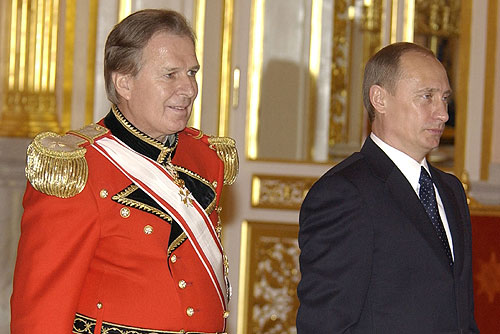
Peter von Canisius als ambassadeur van de Maltezer Orde op bezoek bij president Poetin van Rusland

De ambassades en de residenties van de ambassadeurs zijn, volgens de Orde, extraterritoriaal gebied, net als de Palazzo Malta in Rome, de zetel van de vorst-grootmeester. De officiële dienstauto's van de Maltezer Orde zijn voorzien van Italiaanse diplomatieke kentekenplaten, eindigend op de letters XA. Daarnaast zijn er in Italië eigen nummerborden die beginnen met de letters SMOM, wat in dit geval staat voor Servizio Militare dell'Ordine di Malta, de hulpdienst van de Italiaanse afdeling van de orde. Vanuit de diplomatieke vestigingen van de Orde in Rome zijn ook radioamateurs actief onder de roepnaam 1A4A.
Als soevereine staat geeft de Orde van Malta eigen munten uit, dit enkel ten behoeve van verzamelaars. De munteenheid drukt zich nog uit volgens de middeleeuwse verdeling, namelijk de scudo. Eén scudo = 12 tari = 240 grani = 0,24 euro.
De postzegels die de Maltezer Orde uitgeeft, worden gebruikt, zij het slechts beperkt. Aangezien de orde geen lid is van de Wereldpostunie gelden de zegels enkel in het "binnenlandse" postverkeer en in het postverkeer met de 55 landen waarmee de Maltezer Orde een bilaterale postconventie heeft gesloten, overigens niet met Italië, waar de orde zijn zetel heeft. Hoewel de scudo de officiële munteenheid van de orde is, worden de postzegels sinds 2005 in euro's uitgegeven.

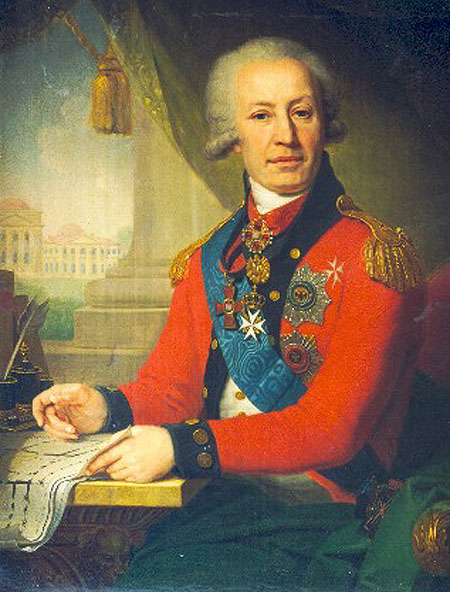
Graaf Vassiliev was een van de Russische "erfcommandeurs"

De hoogste functionarissen mogen met een diplomatiek paspoort van de Orde reizen. Ook statenloze hooggeplaatsten (ex-koning Umberto, aartshertog Otto van Habsburg) verkregen een paspoort van de orde. Nadat misbruiken waren vastgesteld, werden de paspoorten van de Orde voorzien van biometrische gegevens en voldeden ze voortaan aan de hoogste veiligheidseisen.
Niet alleen het paspoort, maar ook de orde zelf kent imitaties, de zogeheten pseudo-orden. Deze noemen zich bijvoorbeeld "De Rode Ridders van Malta". Er zijn ook omstreden organisaties als de Russische Erfcommandeurs van de Soevereine Orde van Malta. De oorspronkelijke orde is ook niet blij met initiatieven als de Soevereine Orde van Sint-Jan van Jeruzalem, een orde die niets met de oude ridderlijke orde te maken heeft, maar het begrip "soeverein" gebruikt zonder dat ze ergens soevereine rechten bezat of bezit. In 2010 waren niet minder dan 26 zelfbenoemde orden van Malta actief.

### Kerkrechtelijke status
De Orde is trouw aan de rooms-katholieke leer en aan de paus. Hij is enerzijds een onafhankelijk lichaam, anderzijds nauw verbonden aan de Kerk en aan de Romeinse Curie. De hoogste leiding (grootmeester en grootcommandeur) is enkel toegankelijk voor leden die de drie religieuze geloften van gehoorzaamheid, armoede en zuiverheid hebben afgelegd. Het aantal van die leden blijft beperkt tot een vijftigtal, met als gevolg dat de meeste hoge ambten binnen de Orde bekleed worden, niet door religieuzen, maar door wereldlijke leden die de graad hebben bereikt van Ridder van Eer en Devotie.
Katholieke geestelijken mogen alle ridderorden en onderscheidingen van wereldlijke overheden aannemen maar in hun wapen nemen zij alleen het Kruis van Malta van de Orde van Malta en het rode Kruis van Jeruzalem van de Orde van het Heilig Graf als heraldische pronkstukken op. Het Duitse kruis van de Duitse Orde kan in het wapenschild zèlf worden opgenomen, over het schild heeft de kerk geen zeggenschap.
In de late 20e en in de eerste jaren van de 21e eeuw legden de pausen Johannes Paulus II en Benedicus XVI meer dan voorheen de nadruk op het lijden van de mens en de gelijkenis van de barmhartige Samaritaan. Daarmee ziet ook de Orde van Malta zijn caritatieve taken benadrukt.
Een aantal kardinalen is, als "prinsen van de kerk", in de Orde van Malta opgenomen, steeds in de voor personen van hun maatschappelijke rang voorziene graad van baljuw-grootkruis van Eer en Devotie. Zij zijn geen kapelaans van de orde.
Anders dan de Orde van het Heilig Graf, heeft de Orde van Malta geen door de paus benoemde grootmeester of kardinaal-protector maar alleen een kardinaal-patroon, naast de door de Orde zelf gekozen grootmeester. In 2023 benoemde de paus Gianfranco Ghirlanda in deze functie.

## Symbolen

Het achtpuntige Maltezer kruis

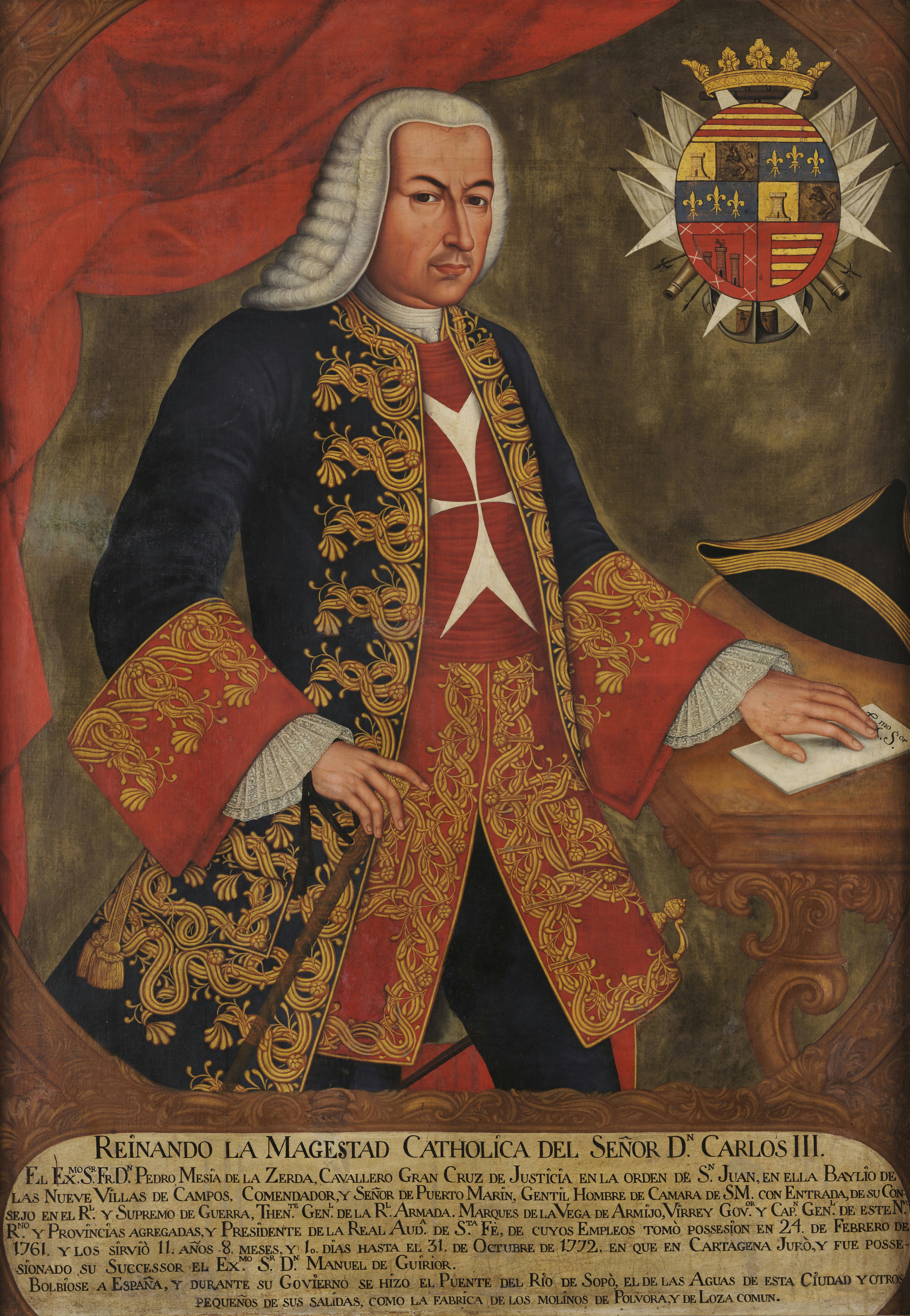
De ridders zoals de tweede Markies de la Cerda droegen hun kruis van de orde in de 18e eeuw prominent op hun kleding.

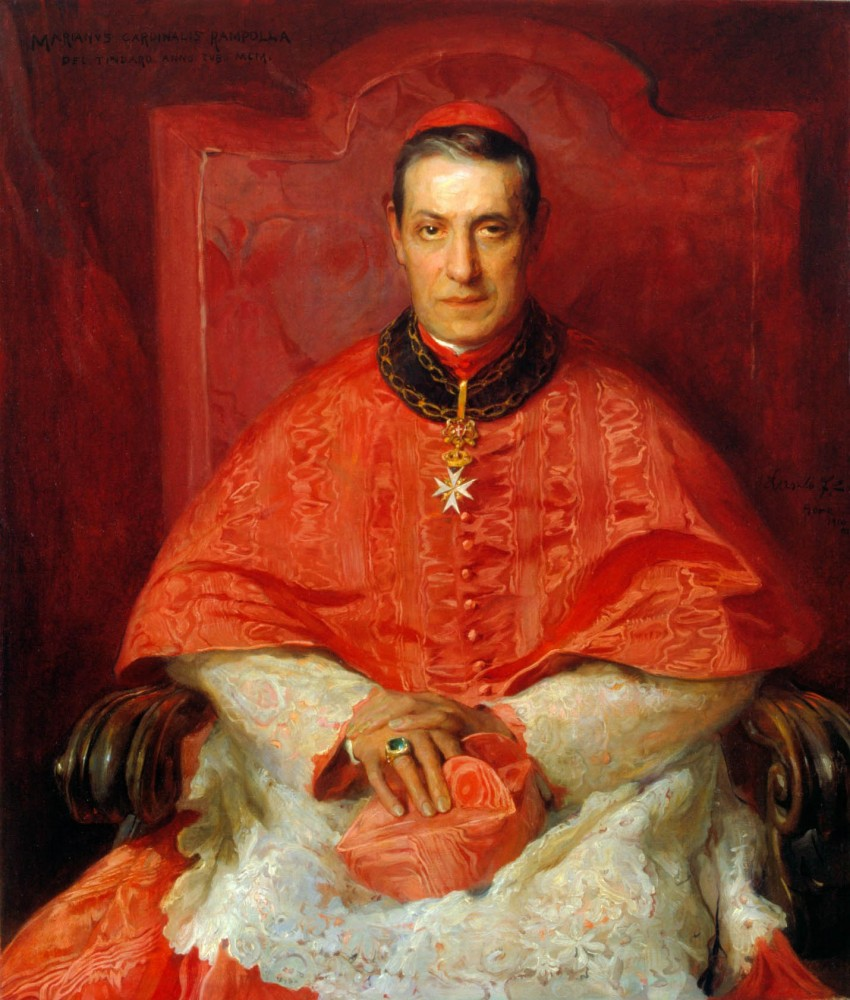
Zijne Eminentie Mariano Rampolla, een curiekardinaal met het versiersel van een Baljuw-Grootkruis van Eer en Devotie

De Orde van Malta is allereerst herkenbaar aan het Maltezer kruis: een wit kruis met acht spitse punten op een rode achtergrond. De acht punten van het kruis symboliseren de acht zaligsprekingen uit de bergrede van Jezus Christus. Vanuit die gedachte staan de nederigheid en de zorg voor met name zieken hoog aangeschreven en worden de mensen die zij helpen traditioneel "Onze Heren de armen en zieken" genoemd.
Het Maltezer kruis wordt bij plechtige gelegenheden door de ridders en dames van de orde als ordeteken om de hals gedragen en is aangebracht op de ceremoniële mantels. Daarnaast staat dit kruis op een rode vlag die wordt gebruikt door alle grootprioraten, subprioraten, nationale afdelingen, diplomatieke vertegenwoordigingen, alsmede door alle ziekenhuizen en andere hulpposten van de orde. De liefdadige, medische en hulpverleningsinstellingen van de Maltezer Orde plaatsen op hun gebouwen en voertuigen ook een embleem in de vorm van een rood wapenschild met daarop het witte Maltezer kruis.
De "nationale" vlag van de orde zelf is rood met een wit Latijns kruis. Deze vlag zou zeker al sinds 1130 in gebruik zijn en wordt tegenwoordig gehesen op de hoofdzetel van de orde in Rome en bij officiële bezoeken van de grootmeester en leden van de Soevereine Raad.
Het wapen van de Orde van Malta bestaat eveneens uit een wit Latijns kruis op een rood veld. Omdat het om een geestelijke orde gaat heeft het schild niet de gebruikelijke schildvorm, maar is het ovaal. Achter dit schild is het achtpuntige Maltezer kruis geplaatst en eromheen hangt een rozenkrans. Het geheel is omgeven door een wapenmantel en wordt bekroond met een koningskroon. Wederom als teken van het geestelijke karakter van de orde is de wapenmantel niet zoals gebruikelijk rood, maar zwart.
Dat het wapen van de orde door een koningskroon wordt gedekt is niet onomstreden. Alleen een orde die onder bescherming of bestuur van een koning staat kan een kroon dragen. Men ziet de kroon ook wel als een verwijzing naar de soevereine status van de orde.
In een rechtszaak in de Verenigde Staten is de Orde van Malta door de rechter in het ongelijk gesteld met betrekking tot het unieke recht op het Maltezer kruis omdat de Orde, volgens die rechter, belangrijke informatie had achtergehouden en had gefraudeerd. De Amerikaanse rechter heeft daarbij verschillende merkenrechtelijk registraties van de Orde van Malta geannuleerd.

## Activiteiten

### Algemeen
De orde heeft in 2019 zo'n 13.500 leden die in hun werkzaamheden worden bijgestaan door ca. 80.000 vrijwilligers en 42.000 betaalde medewerkers, hoofdzakelijk medisch personeel.
De Maltezer Orde is actief in meer dan 120 landen, op het gebied van ziekenzorg en hulpverlening bij rampen en oorlogen. De orde beheert vele ziekenhuizen en ambulancediensten. In veel landen zijn eigen Maltezer hulporganisaties, maar de orde werkt ook nauw samen met het internationale Rode Kruis. Voor acute noodhulp is er het Emergency Corps of the Order of Malta (ECOM), dat in 2005 opging in Malteser International, waarin 20 nationale afdelingen van de orde hun internationale hulpverlening bundelen.
In Duitsland werd in 1953 in samenwerking met de Caritas de Malteser Hilfsdienst opgericht, met 3000 betaalde en 35.000 vrijwillige medewerkers een van de grote Duitse hulpverleningsorganisaties.
De Nederlandse afdeling van de Orde van Malta organiseert onder meer bedevaarten naar Lourdes, vakantiekampen voor gehandicapte jongeren en beheert, samen met de protestantse Johannieterorde, het Johannes Hospitium voor terminale zorg in Vleuten. Ook is ze samen met deze orde betrokken bij de Kruispost op de Wallen in Amsterdam.

## Grootmeester

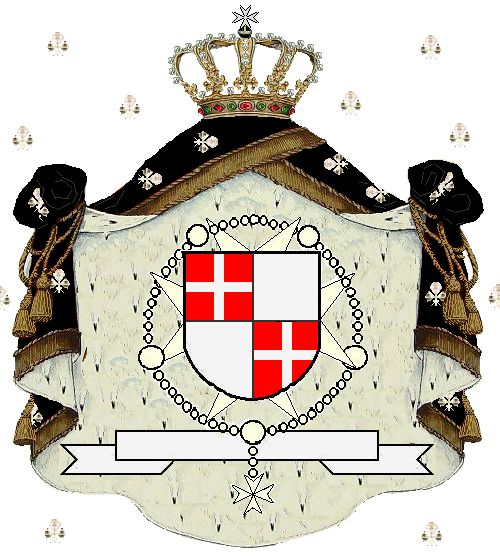
Wapenmodel voor de vorst-grootmeester.

Aan het hoofd van de Maltezer Orde staat de vorst-grootmeester. Deze wordt voor het leven gekozen door de speciaal bijeengeroepen Grote Staatsraad. Deze komt hiervoor in conclaaf bijeen, vergelijkbaar met de manier waarop een nieuwe paus wordt gekozen. De grootmeester wordt gekozen uit de leden van de eerste stand, dat wil zeggen zij die geloften van armoede, kuisheid en gehoorzaamheid hebben afgelegd en die daarenboven adellijke afkomst kunnen aantonen.
De grootmeester van de Orde van Malta heeft volgens sommigen de status van soeverein staatshoofd, maar dit wordt door anderen betwist. Binnen de Rooms-Katholieke Kerk heeft de Grootmeester van de Orde van Malta een rang onmiddellijk na die van kardinaal en hij wordt als "Uwe Eminentie" aangesproken. De rang is ceremonieel, de grootmeester is geen lid van het College van Kardinalen. De grootmeester voert een wapen dat elementen van wereldlijke en kerkelijke heraldiek combineert en onder meer is voorzien van een zwarte wapenmantel met lelies. De grootmeester paalt of kwartileert zijn familiewapen met het wapen van de orde.
Op 8 november 2020 werd Marco Luzzago voor de duur van een jaar gekozen tot luitenant-grootmeester van de Orde van Malta.

## Bestuur
Voor het bestuur van de Maltezer Orde wordt de grootmeester bijgestaan door de Soevereine Raad, die voor 5 jaar wordt gekozen door het Generaal Kapittel. Het Generaal Kapittel is het wetgevende orgaan van de orde en komt elke 5 jaar bijeen om een nieuw bestuur te kiezen. De Soevereine Raad bestaat uit elf leden. Naast de grootmeester zijn het:
- de grootcommandeur, die automatisch het interim-grootmeesterschap opneemt wanneer een grootmeester sterft of ontslag neemt,
- de grootkanselier, die als eerste minister van de orde optreedt,
- de groothospitalier, die de leiding heeft over alle caritatieve activiteiten van de orde,
- de schatbewaarder, minister van financies van de orde,
- 6 leden zonder portefeuille.

Voor het contact met de Heilige Stoel is er een kardinaal-patroon, die door de paus wordt benoemd. Sinds 8 november 2014 is dat kardinaal Gianfranco Ghirlanda.

## Zetels
De grootmeester en de Soevereine Raad zetelen sinds 1834 in het Palazzo Magistrale of Palazzo di Malta aan de Via Condotti 68 in Rome. Dit gebouw was van 1629 tot 1834 de ambassade van de Maltezer Orde bij de Heilige Stoel. Het Palazzo di Malta heeft extraterritoriale status, vergelijkbaar met die van ambassades.

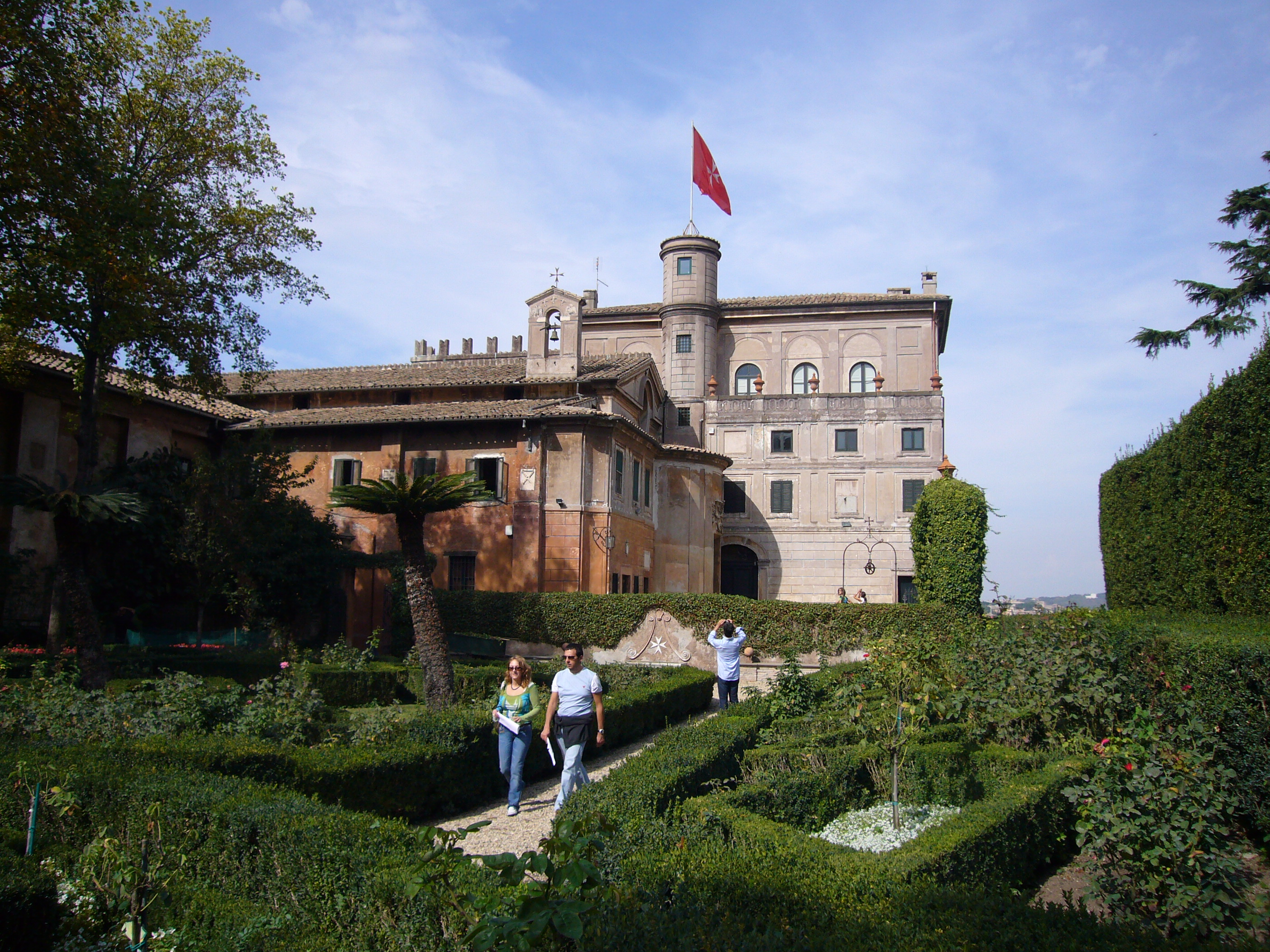
De Villa Malta en de kerk Santa Maria del Priorato

Naast het Palazzo di Malta bezit de Maltezer Orde aan de Piazza dei Cavalieri di Malta 4 op de Aventijnse heuvel ook de Villa Malta met de kerk Santa Maria del Priorato. In de Villa Malta bevinden zich de ambassades van de orde bij de republiek Italië en bij de Heilige Stoel. Bovendien bevindt zich hier de zetel van het grootprioraat Rome en ten slotte is hier de grote kapittelzaal, waar elke 5 jaar het Generale Kapittel bijeenkomt en de Grote Staatsraad voor het kiezen van een nieuwe grootmeester. Ook het terrein van de Villa Malta heeft extraterritoriale status.

## Afdelingen
De Maltezer Orde kent verschillende afdelingen.
- Zes grootprioraten, die nog uit het ancien régime stammen en onder leiding van een grootprior staan. De grootprioraten zijn Rome, Lombardije-Venetië, Napels-Sicilië, Bohemen, Oostenrijk en Engeland. Van een grootprioraat moeten ten minste 5 geprofeste ridders lid zijn.
- Zes subprioraten, die van latere datum zijn.
- Achtenveertig nationale associaties (afdelingen).[21]

## De rangen van de orde
Aanvankelijk kende de orde voor zijn taken in het Heilig Land een puur functionele indeling in ridders (voor het gevecht en de ziekenzorg), priesters (voor de zielzorg) en broeders (voor ondersteunende taken). Voor het beheer van de goederen in Europa kwamen daar later commandeurs, baljuws en grootpriors bij, die aan het hoofd van de commanderijen, balijen en grootprioraten van de orde stonden.
Toen de orde zijn militaire functie en vervolgens ook zijn bezittingen verloor werden de vroegere functies aangepast tot rangen zoals ook andere ridderorden die kennen. Voor personen die niet aan de strenge criteria van adeldom konden voldoen kwamen er weer nieuwe rangen bij. Resultaat van dit alles is dat de Maltezer Orde een heel eigen en tamelijk gecompliceerd stelsel van rangen en standen kent.

### Ridders en kapelaans

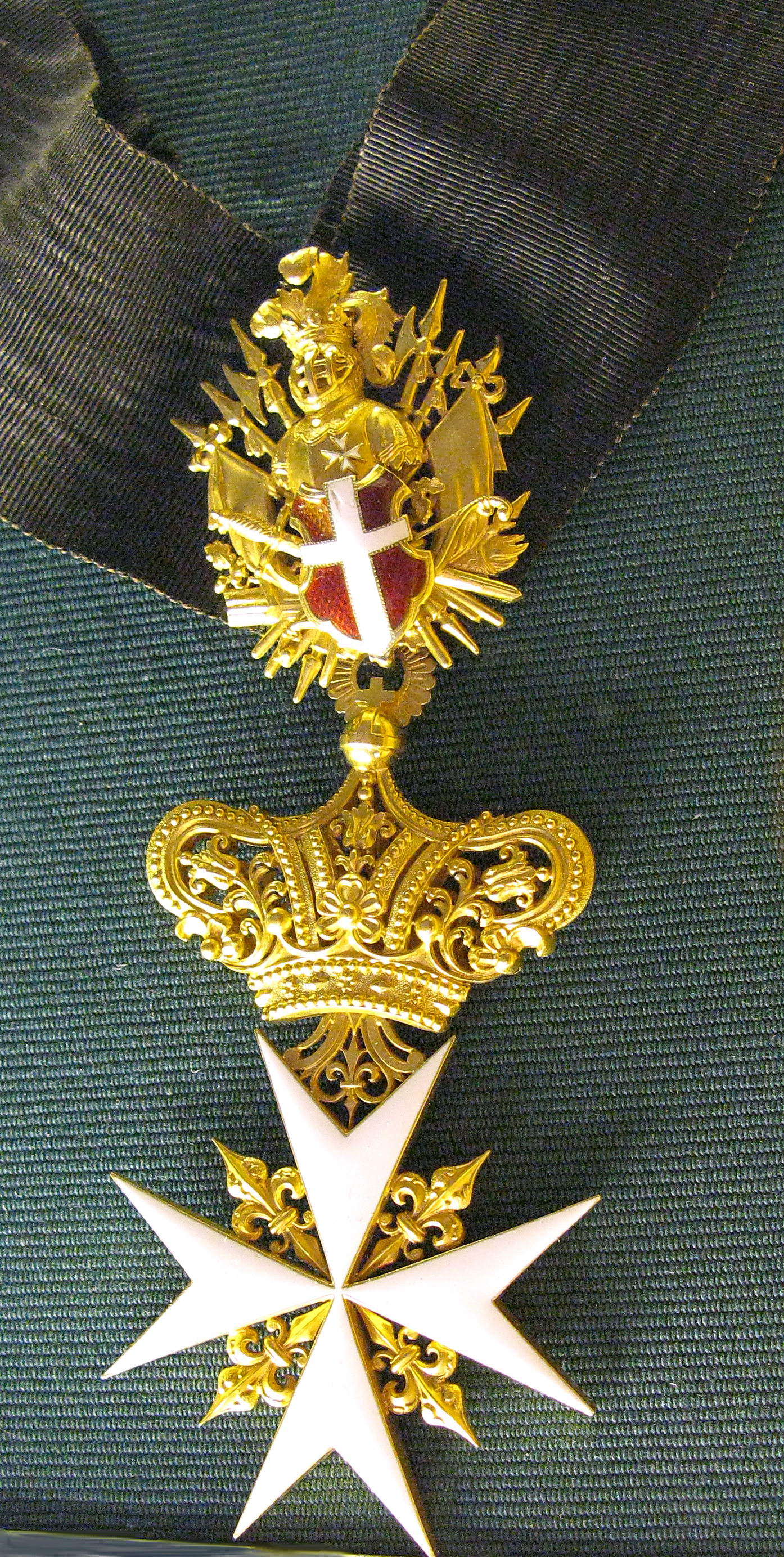
Het halskruis van de ridders van Justitie, Obediëntie en Eer en Devotie. Voor de ridders van Gratie en Devotie en Magistrale Gratie zijn er eenvoudiger uitvoeringen.

De leden van de Maltezer Orde zijn in drie standen ingedeeld. Elk van deze standen omvat een aantal rangen.

#### Eerste Stand
De Eerste Stand omvat de leden (alleen mannen) die de geloften van armoede, kuisheid en gehoorzaamheid hebben afgelegd en uit dien hoofde streven naar christelijke volmaaktheid. Hierdoor zijn zij kerkrechtelijk gezien religieuzen, maar zijn niet verplicht om in een gemeenschap of communiteit te leven. Deze zogeheten geprofeste leden voeren voorafgaand aan hun naam de aanduiding Fra en hangen een witte rozenkrans om hun wapenschild met het Maltezer kruis daarachter. In 1986 waren er 24 geprofeste ridders. In 2017 waren er, volgens een mededeling door de orde, 55. Deze eerste stand kent de volgende rangen:
1. Ridders van Justitie
2. Conventskapelaans

Alleen uit de geprofeste ridders kan de grootmeester en zijn plaatsvervanger, de grootcommandeur, gekozen worden.

#### Tweede Stand
De Tweede Stand omvat de leden die in obediëntie leven, dat wil zeggen dat zij een plechtige gehoorzaamheidsbelofte hebben afgelegd om te zullen leven naar de plichten van hun stand en te streven naar christelijke volmaaktheid.
Deze tweede stand omvat de volgende rangen:
1. Ridder en Dame van Eer en Devotie in Obediëntie
2. Ridder en Dame van Gratie en Devotie in Obediëntie
3. Ridder en Dame van Magistrale Gratie in Obediëntie

De leden van de tweede stand kunnen in de Soevereine Raad van de Orde worden gekozen en er ambten uitoefenen, behalve die van Grootmeester en grootcommandeur.

#### Derde Stand
De Derde Stand omvat alle andere leden van de orde. Deze hoeven geen gelofte of belofte af te leggen, maar dienen wel volgens de normen van de Katholieke Kerk te leven en bereid zijn zich voor de kerk en de orde in te zetten. De derde stand kent de volgende rangen:
1. Ridder en Dame van Eer en Devotie
2. Conventskapelaans Ad Honorem
3. Ridder en Dame van Gratie en Devotie
4. Magistrale kapelaans
5. Ridder en Dame van Magistrale Gratie
6. Donaat van Devotie

De rang van conventskapelaan Ad Honorem wordt doorgaans als gunst verleend aan bisschoppen en de rang van magistrale kapelaan aan priesters die voor geestelijke begeleiding aan afdelingen en organisaties van de orde verbonden zijn. Zij hoeven niet van adel te zijn om in deze rangen te worden opgenomen.

### Commandeurs en baljuws
Overeenkomstig de bij vele andere ridderorden voorkomende indeling ridder-commandeur-grootkruis, kunnen ook in de Maltezer Orde de ridders van de eerste en de tweede stand, alsmede van de eerste rang van de derde stand worden benoemd tot commandeur en baljuw-grootkruis. Tijdens het ancien régime waren commandeur en baljuw hoofd van een commanderij, resp. balije van de orde. Tegenwoordig is baljuw alleen nog een eretitel die verbonden is aan de rang van grootkruis. De titel commandeur is nog wel steeds verbonden aan het beheer van een commanderij, maar dit komt nauwelijks nog voor.
De ridders die als blijk van erkenning of waardering voor verdiensten worden benoemd tot grootkruis krijgen de titel van (ere)baljuw-grootkruis gevolgd door hun rang, dus bijvoorbeeld baljuw-grootkruis van Eer en Devotie of baljuw-grootkruis van Magistrale Gratie. Een baljuw-grootkruis mag zijn familiewapen voorzien van een schildhoofd met het wapen van de orde, het zogeheten "schildhoofd van religie". Een baljuw-grootkruis van Justitie mag bovendien de aanspreektitel excellentie voeren.
De rang van baljuw-grootkruis van Eer en Devotie is als gunstbewijs onder meer verleend aan alle katholieke Europese monarchen, hoofden van niet-regerende vorstenhuizen en vele kardinalen. Incidenteel is deze rang ook verleend aan niet-katholieke vorsten. Zo is koningin Beatrix dame-grootkruis van Eer en Devotie. Zij werd als protestantse toegelaten omdat zij afstamt van tsaar Paul I van Rusland. Ook prins Bernhard, koningin Juliana, koningin Wilhelmina en prins Hendrik der Nederlanden waren grootkruisen in de katholieke orde.

### Toelatingscriteria

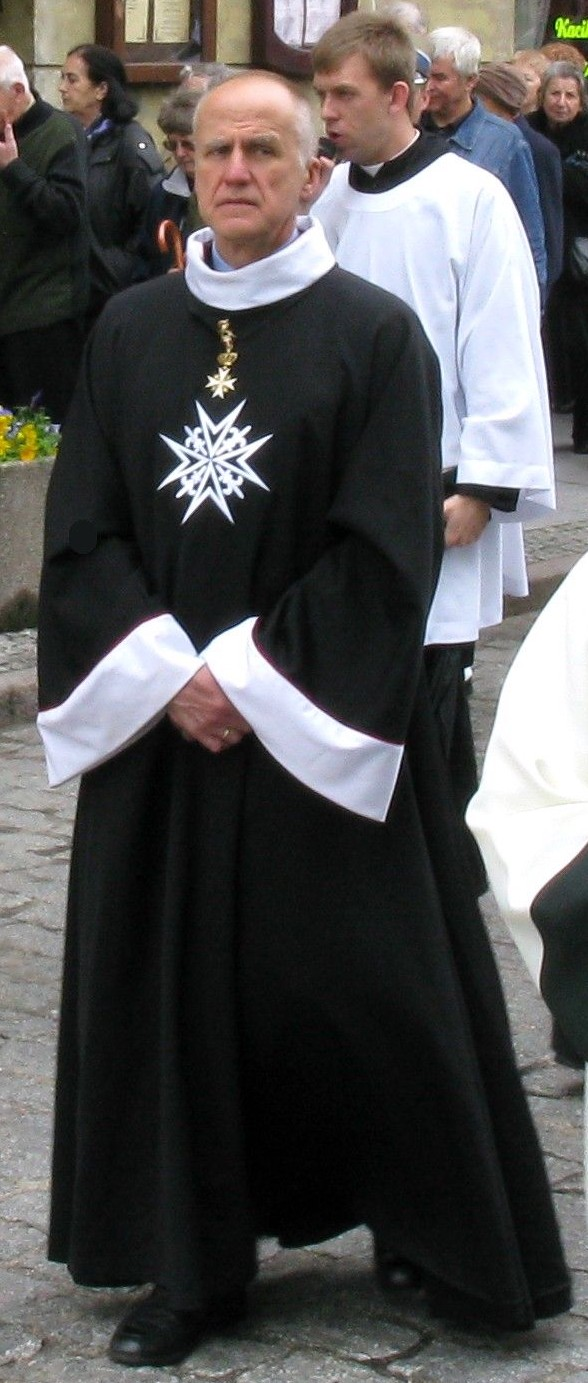
Ridder van Eer en Devotie in de mantel voor kerkelijke plechtigheden

Oorspronkelijk konden in de orde alleen mannen van adel worden opgenomen wanneer zij 16 adellijke kwartieren konden overleggen, dat wil zeggen dat hun 16 betovergrootouders allen van adel moesten zijn. Doordat de adel in toenemende mate trouwt met mensen die niet van adel zijn, konden aspirant-leden steeds moeilijker aan deze eis voldoen. Voor personen die wel van adel zijn, maar geen 16 kwartieren kunnen overleggen werd daarom de rang van ridder/dame van Gratie en Devotie ingesteld. De criteria voor deze rang kunnen door de verschillende afdelingen zelf worden bepaald, maar komen vaak neer op een vereiste van adeldom gedurende 100 of 125 jaar in de mannelijke lijn.
In de jaren 90 van de 20e eeuw werd ten slotte besloten om ook personen toe te laten die niet van adel zijn. Deze wens kwam met name vanuit de Verenigde Staten, waar men officieel geen adeldom kent. Voor hen werd toen de rang van ridder/dame van Magistrale Gratie ingesteld. Ook deze niet-adellijke ridders en dames kunnen door het afleggen van de plechtige belofte ridder/dame in Obediëntie worden en, met speciale toestemming van de grootmeester, zelfs beginnen aan het noviciaat om ridder van Justitie te worden.
Elke rang van de orde heeft een eigen onderscheidingsteken. Daarnaast zijn er rode uniformen voor ceremoniële gelegenheden en zwarte mantels voor kerkelijke plechtigheden.
Naast deze standen en rangen waarin de leden van de Orde van Malta zijn ingedeeld, verleent de orde sinds 1920 ook de onderscheiding Pro Merito Melitense aan mensen, voornamelijk niet-leden, die zich verdienstelijk hebben gemaakt, ongeacht geslacht, ras of religie.

## De orde in België en Nederland

### Voormalige commanderijen
In wat tegenwoordig België is had de Maltezer Orde tijdens het ancien régime 7 commanderijen: Piéton in Henegouwen, Chantraine, Tienen, Vaillanpont en Ter Brake in Brabant, Slijpe en Kaaster in Vlaanderen en Villers-le-Temple in het prinsbisdom Luik. Deze commanderijen vielen onder het grootprioraat Frankrijk, dat sinds 1311 zijn zetel had in de Tempel van Parijs.

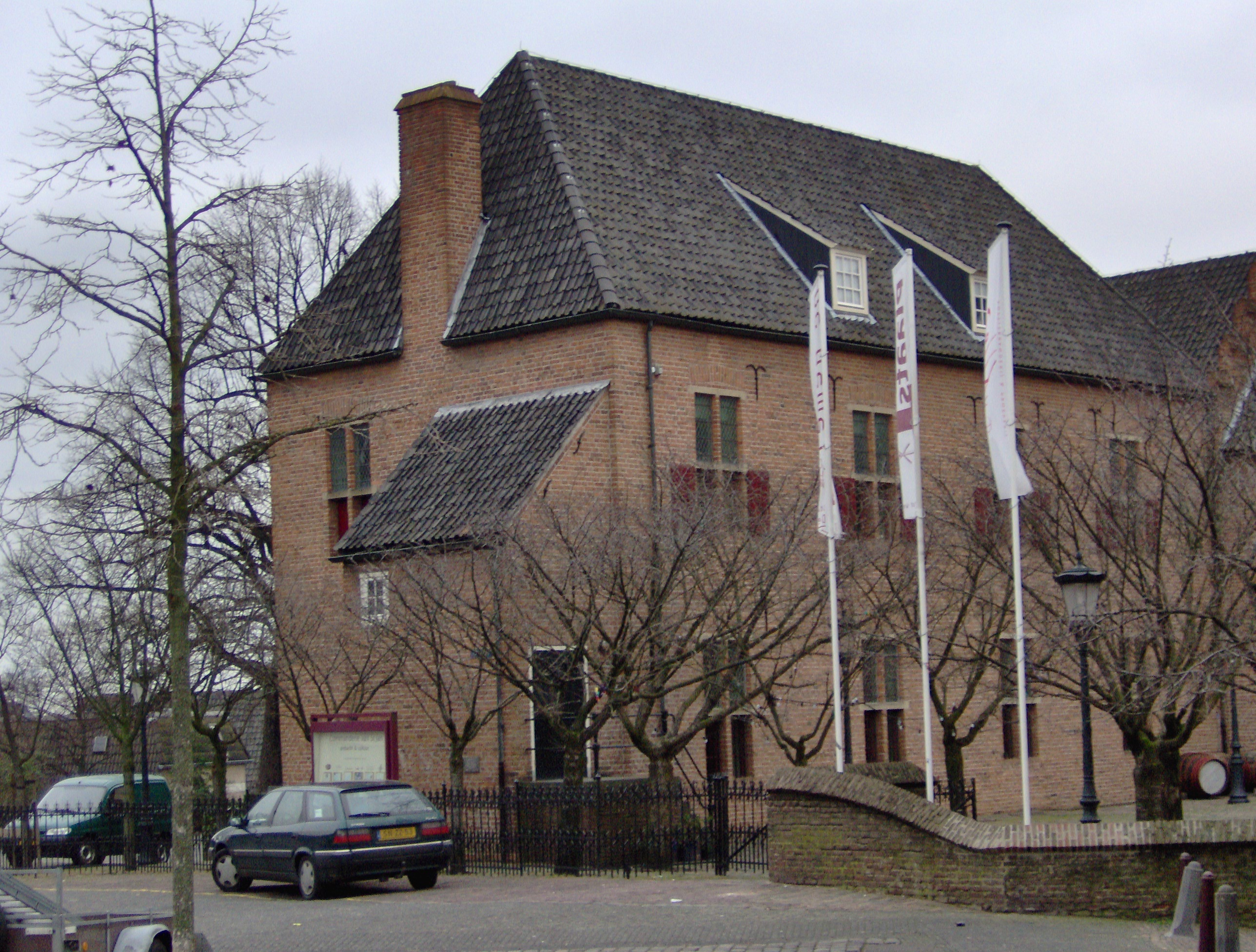
De Commanderie van Sint Jan in Nijmegen

In wat tegenwoordig Nederland is had de orde begin 14e eeuw de volgende 12 commanderijen: Sint-Jan ten Heere (Kerckwerve) en Wemeldinge in Zeeland, Haarlem in Holland, Woerden, Harmelen, Buren en Utrecht in het sticht Utrecht, Ingen, Ermelo, Arnhem en Nijmegen in Gelre, en Mechelen in Limburg.
In Nijmegen kreeg de orde in 1214 een voormalig ziekenhuis en maakte daar het klooster van de Commanderie van Sint-Jan van. Na de reformatie kreeg het pand allerlei andere bestemmingen. In 1969 werd het gerestaureerd en tegenwoordig heeft het een horecafunctie.
De Haarlemse Commanderij van Sint-Jan werd in 1310 gesticht en hieraan herinneren nog de in 1310-1318 gebouwde Janskerk, tegenwoordig publiekscentrum van het Noord-Hollands Archief, en het naastgelegen verzorgingshuis de Janskliniek.
De Utrechtse commanderij van de orde kreeg na 1529 de beschikking over een gebouwencomplex, waarvan het kloosterhof tegenwoordig deel uitmaakt van het Museum Catharijneconvent en de vroegere kapel van de johannieters is de huidige kathedraal van het aartsbisdom Utrecht.
In Montfoort werd in 1544 de Commanderij van Sint-Jan gesticht. Hiervan zijn de kapel en de kloostergang bewaard gebleven en tegenwoordig in gebruik als feestzaal.
Deze Noord-Nederlandse commanderijen vielen onder het grootprioraat Duitsland onder leiding van de grootprior te Heitersheim. In 1350 werd als onderdeel hiervan de Balije Brandenburg opgericht met als hoofd de Herrenmeister. Deze balije, waarvan ook veel edelen uit de Nederlanden lid waren, ging medio 16e eeuw over tot het protestantisme en werd in 1812 opgeheven.

### Huidige afdelingen

#### Nederland
In 1852 werd de balije van Brandenburg heropgericht met de koning van Pruisen als protector. Tot deze hernieuwde balije traden ook veel (protestantse) Nederlandse edellieden toe. Op initiatief van prins Hendrik werd in 1909 de commanderij Nederland van de balije Brandenburg der Johanniter Orde opgericht, die in 1946 zelfstandig werd onder de naam Johanniter Orde in Nederland.
Naar het protestantse voorbeeld werd in 1911 ook een Nederlandse afdeling van de katholieke Orde van Malta opgericht. Deze werd door de Nederlandse overheid erkend bij Koninklijk Besluit van 24 april 1911, nr. 24.
De eerste baljuw (voorzitter) was Jan Joseph Godfried van Voorst tot Voorst. De huidige voorzitter is jonkheer mr. Peter L.M. van Meeuwen. De zetel en kanselarij van de Nederlandse afdeling is sinds 1918 gevestigd in het Maltezerhuis aan de Nieuwe Gracht 14 in Utrecht. In 2009 had de Nederlandse afdeling 125 leden.

##### Toelatingseisen Nederland
Voor toelating gelden voor Nederlanders de volgende voorwaarden:
- men dient ouder te zijn dan 21 jaar;
- men dient de katholieke godsdienst metterdaad te belijden;
- een eventueel huwelijk dient naar canoniek recht rechtsgeldig te zijn gesloten;
- gesloten huwelijken van voorouders van de laatste 100 jaar moeten zodanig zijn dat ze deze toelating waardig zijn;
- men dient ingeschreven te zijn in het filiatieregister van de Hoge Raad van Adel (hiervan wordt in beperkte mate en onder bepaalde voorwaarden afgeweken; toetreding van niet-adellijken is dus beperkt mogelijk);
- de levensomstandigheden van de verzoeker moeten zodanig zijn dat deze waardig zijn voor toelating tot de orde.

##### Categorieën van toetreding
1. indien de stamvader in mannelijke lijn meer dan 150 jaar geleden tot de adel behoorde treedt men toe in de categorie der ridders en dames van eer en devotie;
2. indien de stamvader in mannelijke lijn voor 1940 tot de adel behoorde treedt men toe in de categorie der ridders en dames van gratie en devotie;
3. niet-adellijken treden toe tot de categorie der ridders en dames van Magistrale Gratie.

#### België
De Belgische afdeling van de Maltezer Orde werd in 1930 opgericht onder de vorm van een vereniging zonder winstoogmerk, die werd goedgekeurd door de grootmeester van de orde op 26 januari 1930. De voorzitter (anno 2017) is baron Arnoud Papeians de Morchoven. De zetel en kanselarij zijn gevestigd Huart Hamoirlaan 43 in 1030 Schaarbeek. De Belgische afdeling heeft (dd 2016) 270 leden en ongeveer 800 vrijwilligers die diverse taken uitvoeren om zieken en armen te helpen. De orde wordt gefinancierd door giften, legaten en subsidies.

### Crisis 2016-2017
- Officieel communiqué van de orde op 28 januari 2017
- Kritisch artikel over de crisis van januari 2017
- Kritisch artikel over de crisis van januari 2017
- Kurt MARTENS, Pope’s adventure with the Knights of Malta risks undermining rule of law, in: Crux, 30 januari 2017
- Persconferentie van 2 februari 2017
- Brief van paus Franciscus waarbij de bijzondere vertegenwoordiger wordt benoemd en zijn missie omschreven